# Psilothrix viridicoerulea
Espèce
Psilothrix viridicoerulea, le Psilothrix vert-bleu est une espèce d'insectes de l'ordre des coléoptères, de la famille des Melyridae, de la sous-famille des Dasytinae.

## Description
Long de 6 à 7 mm, ce joli coléoptère d'un vert métallique brillant est légèrement pubescent, garni de soies noires dressées ; ses élytres montrent des côtes peu marquées, densément ponctuées comme le corselet.

## Distribution
Europe, de l'Espagne à la Scandinavie, répandu en France.

## Habitat
Il fréquente les fleurs des prairies, des campagnes, dès le printemps.